# Leptolalax hamidi
Leptolalax hamidi là một loài lưỡng cư thuộc họ Megophryidae.
Nó được tìm thấy ở Indonesia và Malaysia.
Môi trường sống tự nhiên của nó là các khu rừng đất thấp ẩm nhiệt đới hoặc cận nhiệt đới và sông. Loài này đang bị đe dọa do mất môi trường sống.